# Петрик, Александр Григорьевич
Алекса́ндр Григо́рьевич Пе́трик (26 августа 1941, Сахутовка, Черниговская область — 12 апреля 1998) — народный депутат России, депутат Государственной думы второго созыва.

## Биография
Родился 26 августа 1941 года в д. Сахутовка Черниговской области Украинской ССР. Украинец.
Окончил Целиноградский сельскохозяйственный институт, Ростовскую межобластную Высшую партийную школу.
Трудовую деятельность начал механизатором на целине, прошел путь до главного инженера совхоза «Берёзовский» Северо-Казахстанской области. С 1974 года работал главным инженером предприятия «Транссельхозтехника», начальником автотранспортного предприятия в Брюховецком районе Краснодарского края. С 1977 года находился на партийной и советской работе: заместитель председателя и председатель исполкома Брюховецкого районного Совета, инструктор Краснодарского крайкома КПСС, первый секретарь Брюховецкого райкома КПСС, председатель Брюховецкого районного Совета.
С 1990 по 1993 год — народный депутат РФ, член Совета Национальностей Верховного Совета РФ, являлся членом Комитета по социальному развитию села, аграрным вопросам и продовольствию, входил во фракцию «Отчизна» и группу «Реформа армии».
Перед избранием в Государственную Думу был депутатом Законодательного Собрания Краснодарского края.

### Депутат госдумы
В Госдуме был членом фракции КПРФ, заместителем председателя Комитета по Регламенту и организации работы Государственной Думы.
Умер 12 апреля 1998 года. Депутатом Госдумы от округа Петрика на его место был избран директор кирпичного завода А. П. Бурулько.